# Jardín Botánico de la Capital Nacional
El Jardín Botánico de la Capital Nacional (en inglés: Port Moresby Nature Park), formalmente conocido como National Capital Botanical Gardens (NCBG), es una serie de parques, jardines botánicos y zoológicos de unas 25 hectáreas de extensión, que se encuentra en Port Moresby, en Papúa Nueva Guinea. 
Depende administrativamente de la Universidad de Papúa Nueva Guinea y está abierto al público todos los días. 
PMORE es el código de reconocimiento internacional del National Capital Botanical Gardens como institución botánica (en el Botanical Gardens Conservation International - BGCI), así como las siglas de su herbario.

## Localización
La dirección del Jardín Botánico es P.O. Box 110 University NCD, Port Moresby, Papúa Nueva Guinea.
Sus coordenadas son: 9°27′55.8″S 147°11′48.8394″E / -9.465500, 147.196899833

## Historia
El NCBG fue fundado por André Millar en 1971, en unas 25 hectáreas de terreno ubicadas en las cercanías de Port Moresby. 
Los jardines se establecieron inicialmente como un jardín de enseñanza dependiente del departamento de biología de la UPNG (Universidad de Papúa Nueva Guinea) y también como viveros para suministrar plantas en las investigaciones de la universidad.
Después de la partida de André Millar a finales de 1971, el jardín entró en un período de desidia y abandono, que lo dejó convertido en un matorral.
En 1993 la Comisión del distrito de la capital nacional asumió el control del jardín y estableció un importante programa de reconstrucción.

## Colecciones
El "Port Moresby Nature Park" (formalmente conocido como "National Capital Botanical Gardens") es un combinado de parques, jardines botánicos y zoológicos de Papúa Nueva Guinea dedicadas a la promoción de la flora y fauna de Papúa Nueva Guinea.
A raíz de que el Gobierno local hiciera recientemente una revisión estratégica, se ha producido una serie de importantes mejoras, que seguirán teniendo lugar en los próximos años.
El recinto ofrece una alternativa al enorme ajetreo y bullicio de la ciudad de Port Moresby. Cuenta con tres zonas de pícnic y alberga la única zona de selva tropical en todo el Distrito Capital. Es el único lugar del mundo que muestra reunidas las tres especies de casuarios en un paseo marítimo de nivel mundial.
En el Jardín Botánico hay una excelente colección de animales nativos, como aves del paraíso, canguros arborícolas, ualabíes, serpientes, cocodrilos, cálaos y varias especies de loros.
Igualmente, en el recinto se encuentran miles de especies de plantas tropicales, tales como palmeras, jengibres y heliconias, así como especies nativas maderables y más de 11.000 orquídeas, muchas de las cuales son nativas de Papúa Nueva Guinea. 
Entre sus colecciones botánicas son de destacar:
- Palmas.
- Bambúes.
- Heliconia.
- Cordyline.
- Pandanus.
- Orquídeas, una colección de especies de orquídeas nativas de Papúa Nueva Guinea situadas en un gran invernadero. En otro invernadero se encuentra una gran variedad de híbridos de orquídeas que se venden como flor cortada en una tienda en el mismo jardín botánico.
- Colección de vainillas.
- Una colección de árboles nativos de Papúa Nueva Guinea, agrupados formando un fragmento de selva.
- Una colección de arbustos.